# Paramakatoi
Paramakatoi är en ort i regionen Potaro-Siparuni i centrala Guyana. Orten hade 1 423 invånare vid folkräkningen 2012. Den ligger i Pakaraimabergen, cirka 90 kilometer sydväst om Mahdia.